# Veľký Hričkov

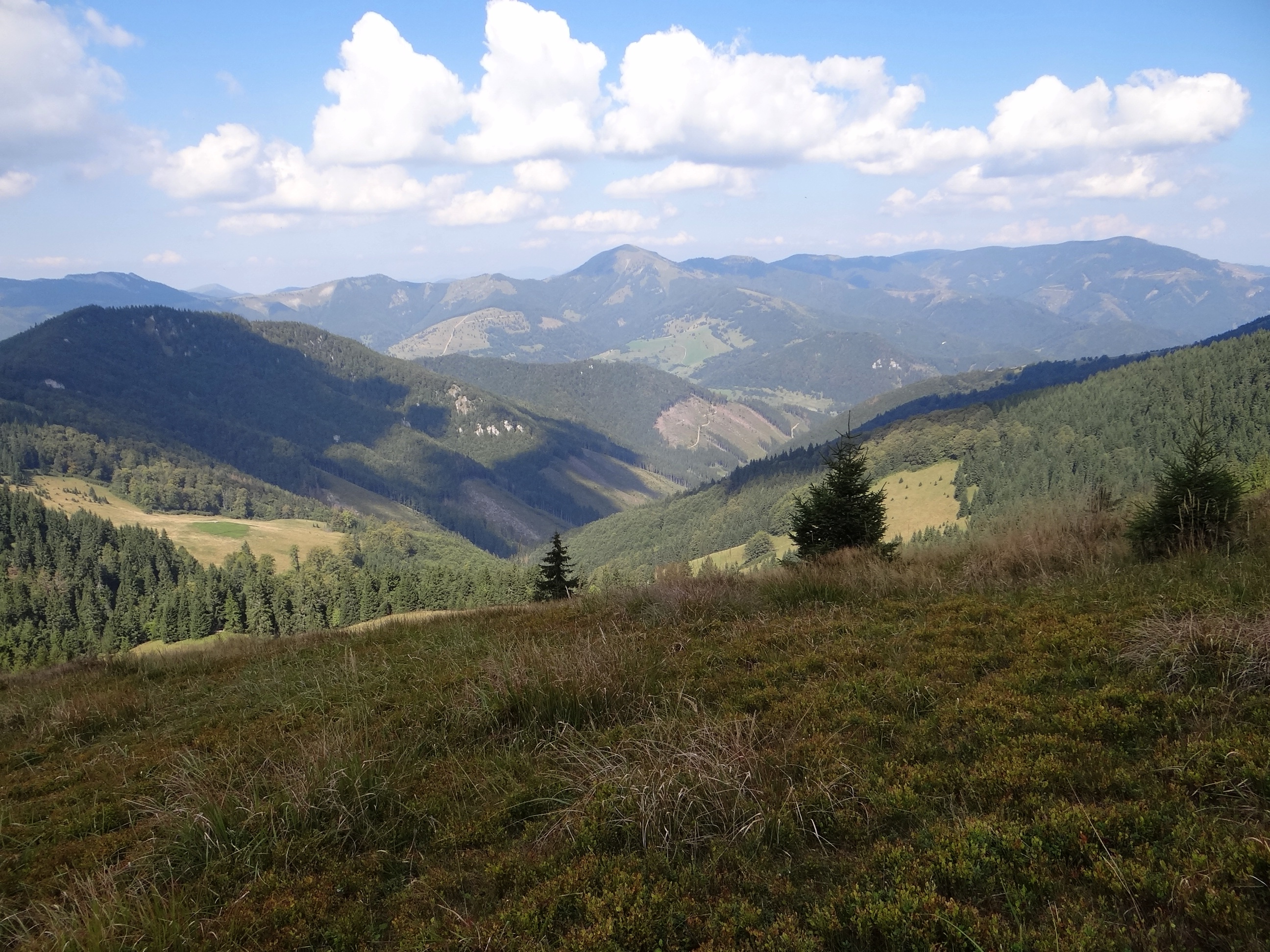
Widok na dolinę Veľký Hričkov z grzbietu Zwolenia

Veľký Hričkov – dolina w Wielkiej Fatrze w Karpatach Zachodnich na Słowacji. Jest prawym odgałęzieniem Doliny Rewuckiej (Revúcka dolina). Wcina się w północne stoki masywu Zwolenia (Zvolen, 1402 m). Uchodzi do Doliny Rewuckiej na wysokości około 650 m w dolnej części miejscowości Liptovské Revúce. Jej orograficznie prawe zbocza tworzy północny grzbiet Zwolenia opadający do Doliny Rewuckiej poprzez szczyty Malý Zvolen (1372 m) i Končitá (1248 m). Lewe zbocza tworzy północno-zachodni grzbiet Zwolenia ze szczytem Čierna hora (1335 m).
Dolina Veľký Hričkov' znajduje się w kraju żylińskim, w obrębie strefy ochronnej Parku Narodowego Niżne Tatry. W górnej części rozgałęzia się na kilka dolinek. Dnem spływa Hričkovský potok. Dolina jest w większości porośnięta lasem, ale na jej zboczach są duże wiatrołomy, a najwyższą część doliny pokrywają duże hale pasterskie. Jest tutaj kilka szałasów. W lesie wznoszą się pojedyncze skały i urwiska skalne. Dnem doliny biegnie droga, a w środkowej części dna doliny znajduje się leśniczówka. Zamieszkały jest tylko wylot doliny (Nizne Revuce). Na stokach szczytu Končitá znajduje się wyciąg narciarski i narciarska trasa zjazdowa.